# Brigade internationale Piatnachka
Pour la XVe brigade internationale de la guerre civile espagnole, voir brigade Abraham Lincoln.
Pour les articles homonymes, voir 15e brigade.
La brigade Piatnachka, également appelée « brigade internationale des quinze » (en russe : Интернациональная бригада Пятнашка ; numéro d'unité militaire 08826), est une unité du 87e régiment de fusiliers des forces terrestres russes, constituée de volontaires étrangers, principalement abkhazes.

## Historique
L'unité est créée comme appartenant à la république populaire de Donetsk, et est depuis 2022 intégrée au 1er corps d'armée de la fédération de Russie.

## Opérations
Créée pendant l'été 2014 lors de la guerre du Donbass, l'unité participe au siège d'Ilovaïsk et à la première bataille de Marïnka,.

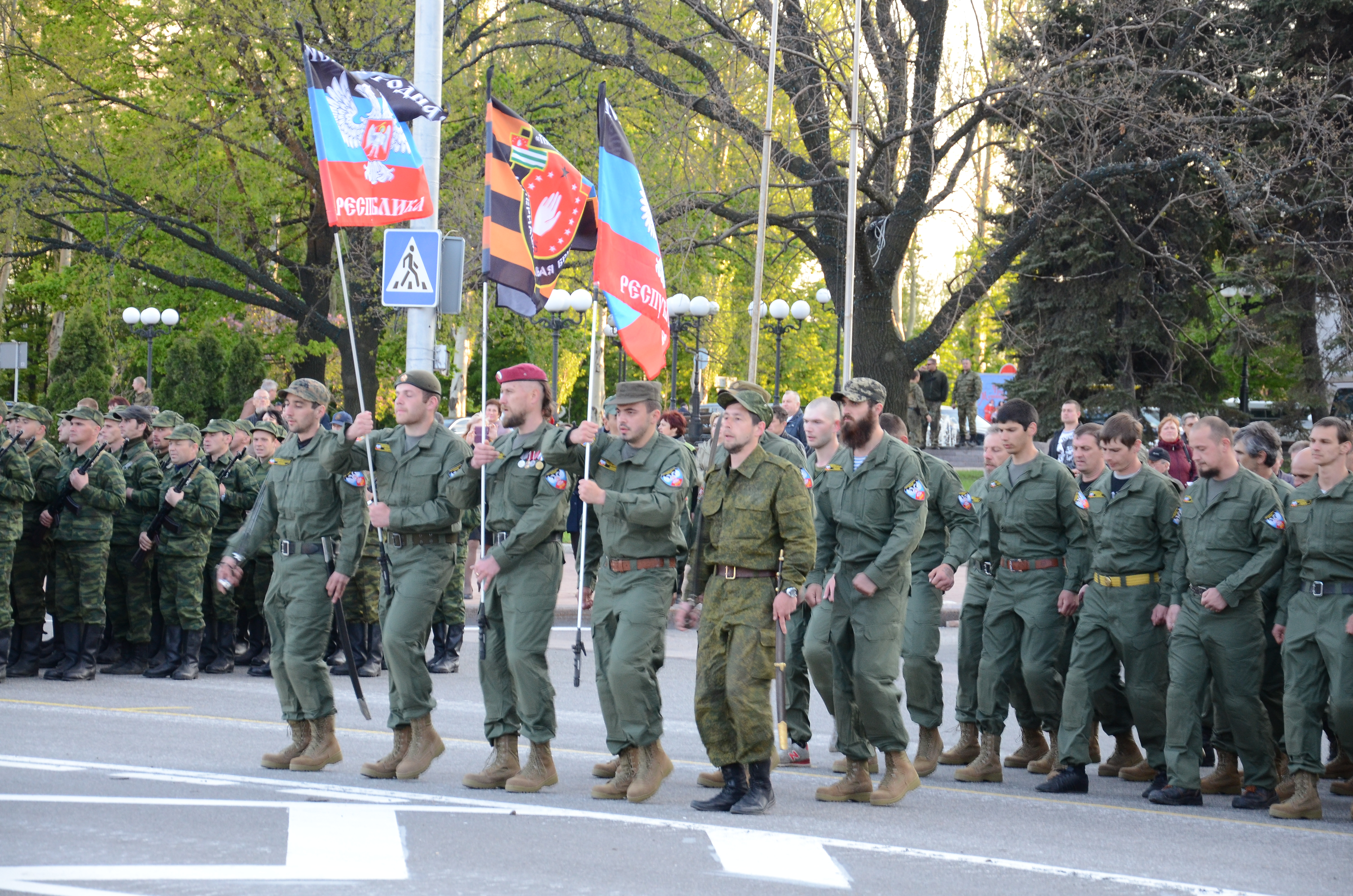
En 2015 avec le drapeau de l'unité
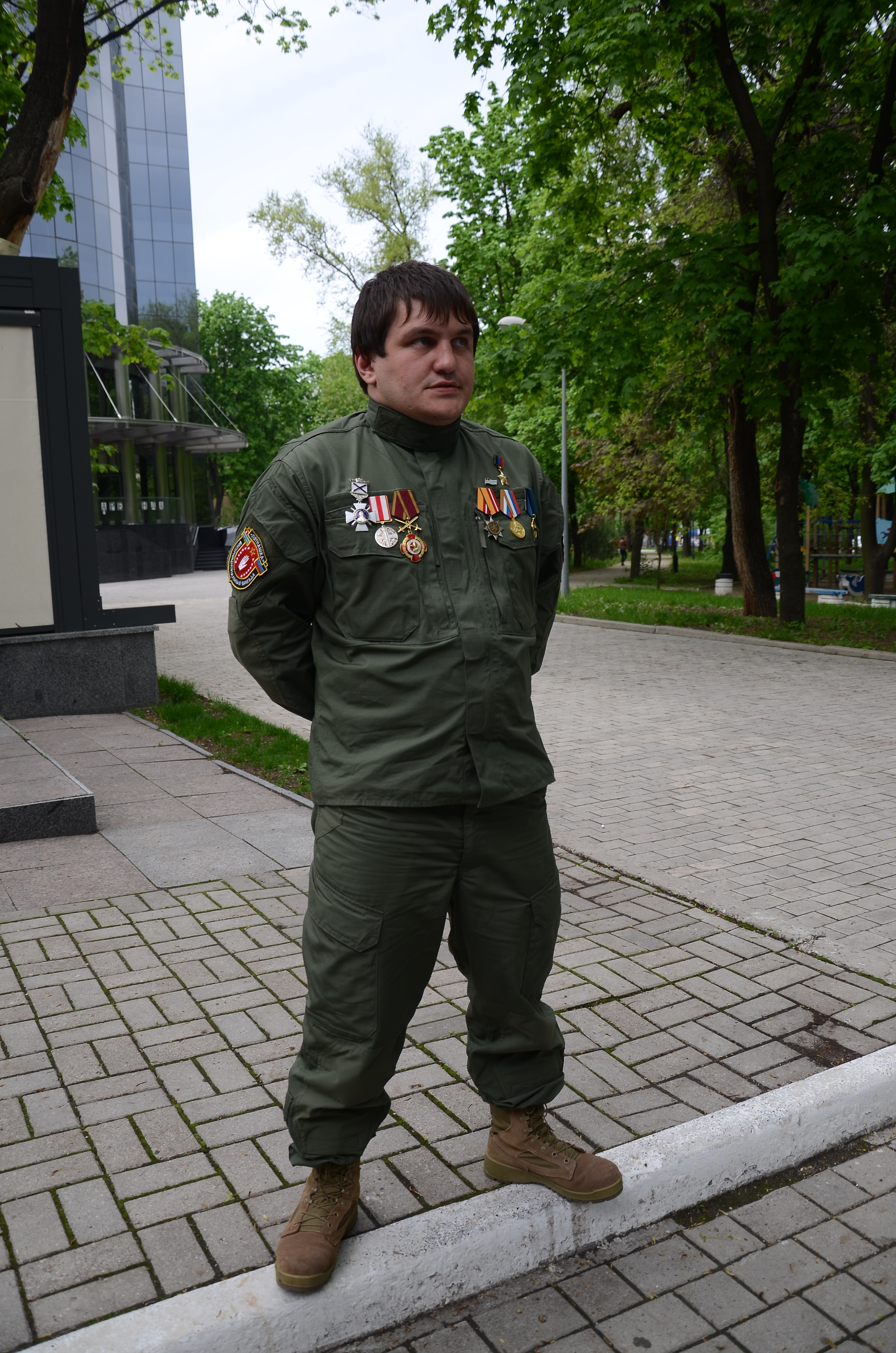
Akhra Avidzba avec l'insigne d'épaule
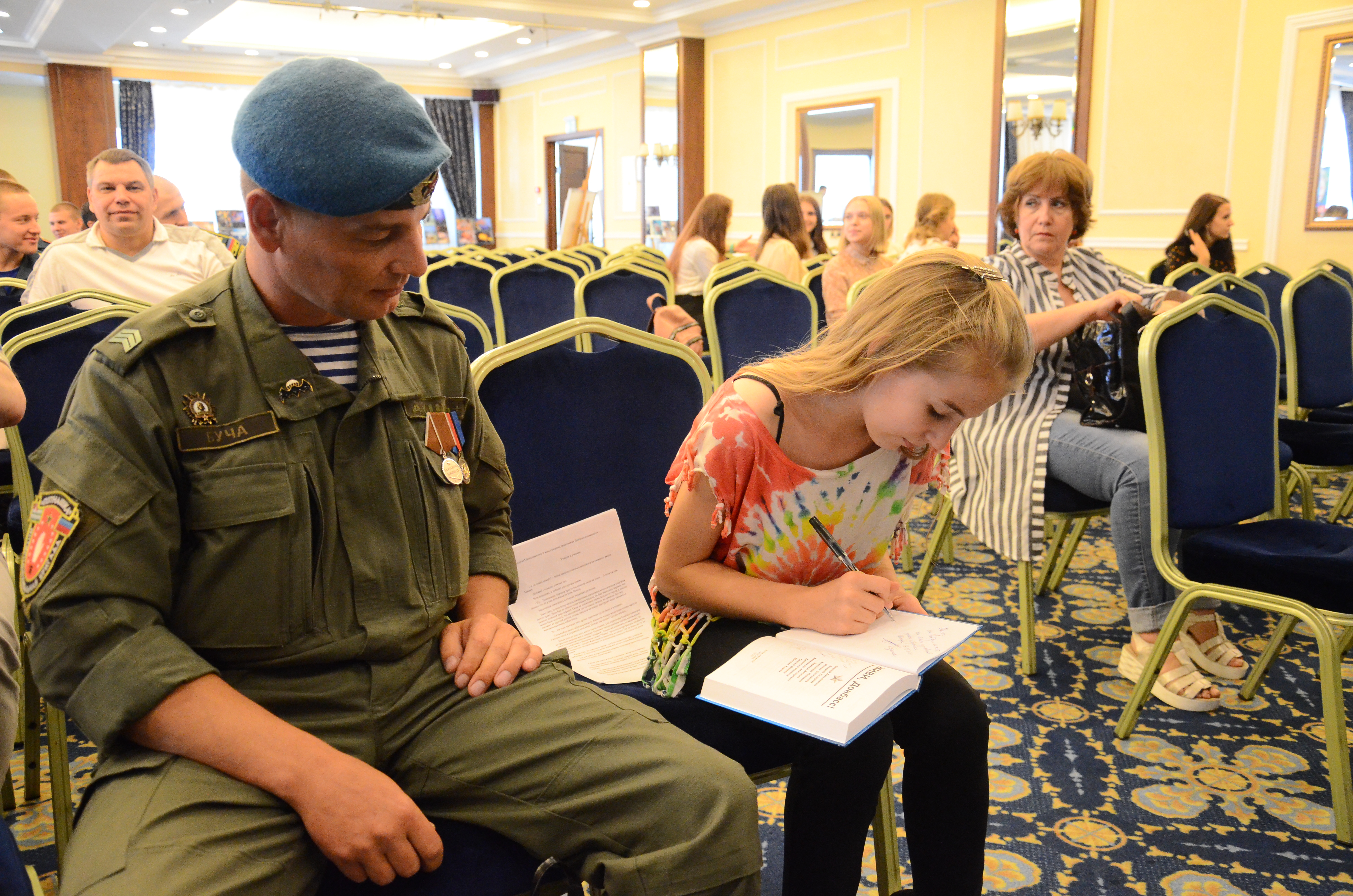
En 2020 lors du festival « des étoiles sur le Donbass »

Durant l'invasion de l'Ukraine par la Russie, l'unité est engagée dans le cadre de l'offensive russe sur d'Avdiïvka de février à octobre 2023.

## Personnalités y ayant servi
Robert Kouloumbegov, artiste émérite d'Ossétie-du-Sud et Abkhazie,.